# Aguabonita
Aguabonita es un centro poblado perteneciente al municipio de Pensilvania, departamento de Caldas. El Código Centro Poblado asignado por el Departamento Administrativo Nacional de Estadística (DANE) es 17541016.

## Superficie
Cuenta con una superficie de 0,03924 kilómetros cuadrados.

## Demografía
Hasta 2018 la población era de 119 habitantes, con una densidad de población de 3,033 habitantes por kilómetro cuadrado. Con una estructura demográfica conformada por hombres que representan el 50,4% y mujeres el 49,6% de la población total. De estos, el 15,1 corresponden a menores de edad y adolescentes de 0-14 años, 73,1% a personas entre 15-64 años y el 11,8% a personas de 65 o más años.
| Gráfica de evolución demográfica de Aguabonita entre 2005 y 2018    |
|                                                                     |
| Datos según el Departamento Administrativo Nacional de Estadística. |